# Церква святих Володимира і Ольги (Винники)
Церква святих Володимира і Ольги — православний храм у Винниках. Належить до Львівського деканату Православної церкви України.

## Історія
За ініціативи митрофорного протоієрея о. Михайла Романишина та групи однодумців 1991 року у Винниках розпочалося будівництво храму УАПЦ Святих Володимира і Ольги. 
Автори проекту — архітектор М. Шпак, інженер — конструктор М. Шевчук та митець — кераміст, заслужений діяч мистецтв Тарас Левків. 
Архітектура — мурований хрестово-купольний храм із сімома куполами, дзвіниця надбрамна, триярусна. 
Продовжив справу будівництва й оздоблення храму протоієрей о. Василь Петрик. 29 липня 2001 відбулося освячення новозбудованого храму.
Перший комітет УАПЦ у Винниках очолив Ігор Маркевич (1990-1995 рр.). З 1995 р. церковний комітет очолив Лев Притула.
14 серпня 1998 р. — посвята хрестів на церкві Св. Володимира та Ольги. Посвяту здійснив Патріарх  Димитрій (Ярема) разом з владикою Макарієм, о. Михайлом Романишином, о. Василієм Петриком (с. Голоско), о. Миколою Кавчаком (Церква св. Петра і Павла, м. Львів).
З 18 січня 1999 р. — о. Василій Петрик парох у Винниках.
29 липня 2001 р. — освячення Церкви Св. Володимира і Ольги (УАПЦ).
3 квітня 2005 р. — помер митрофорний протоієрей о. Михайло Романишин (УАПЦ) — багатолітній парох у Винниках (з 1985 р.).
28 липня 2011 р. — святкування 10-го ювілею храму рівноапостольних святих Володимира і Ольги (УАПЦ). Під час Богослужіння владика Макарій посвятив у сан диякона Андрія Петрика.
25 серпня 2013 р. — приїзд Предстоятеля УАПЦ, Блаженнійшого Мефодія, митрополита Київського і всієї України (у рамках святкування 1025-ліття хрещення Руси-України).
Неподалік від церкви знаходиться старий Винниківський цвинтар.

## Світлини

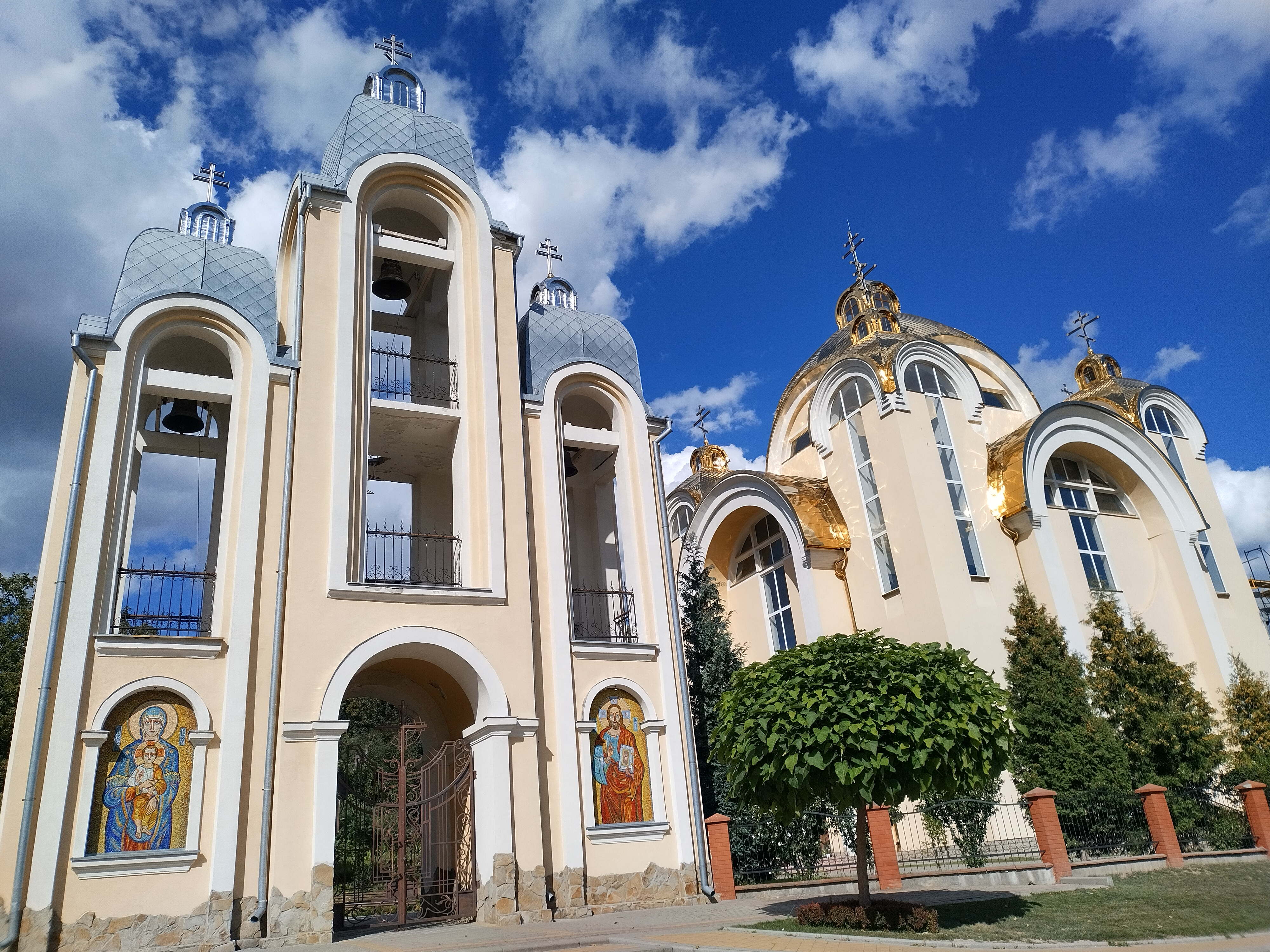
Дзвіниця
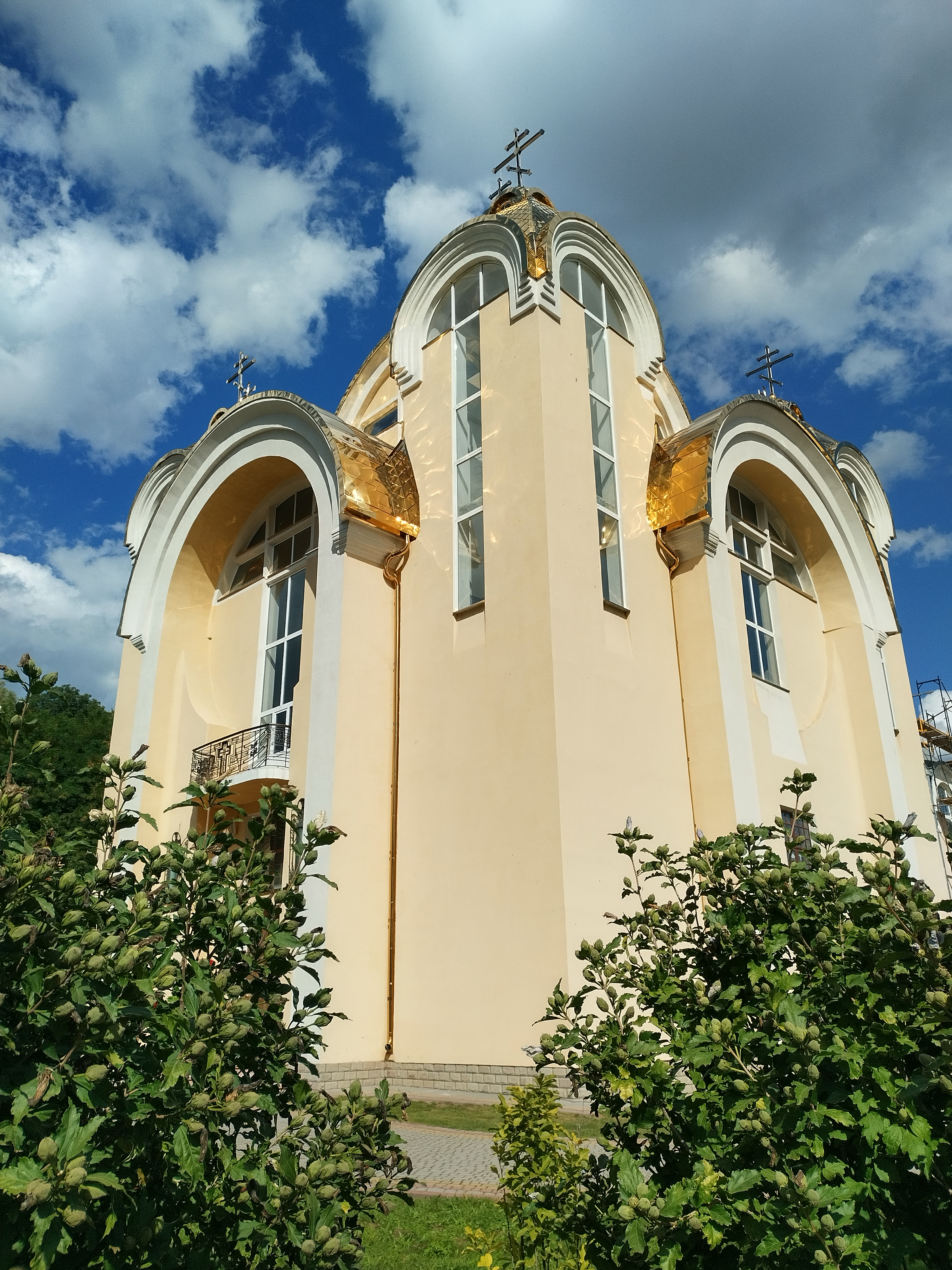
Кут церкви